# Brandskydd
Brandskydd är förebyggande brandförsvar med hjälp av fasta anläggningar.
Man skiljer mellan passivt brandskydd - som brandfasta material, och aktivt brandskydd - som sprinklers, brandvarnare och annan brandförsvarsutrustning.

## Sverige
Idag finns det en lag som lägger allt ansvar för brandskydd på ägaren, lagen om skydd mot olyckor, LSO 2004:2. Det betyder att om det brinner är det nyttjanderättshavaren eller ägaren som är skyldig, då det är på dennes ansvar att brandskyddet vidhålls. Därför är sotarens förebyggande arbete viktigt, då de med sin yrkeskunskap kan informera ägaren om eventuella bristfälligheter.